# Heinz Bemmann
Heinz Bemmann (* 31. Juli 1927 in Chemnitz; † 2000) war ein deutscher Gesellschaftswissenschaftler und SED-Funktionär.

## Leben
Bevor Heinz Bemmann zur Bezirksleitung der SED nach Karl-Marx-Stadt ging, schloss er erfolgreich eine Ausbildung als Diplom-Gesellschaftswissenschaftler ab und war als Lehrer tätig. Er trug 1973 den Titel Oberstudienrat. 1960 wurde er in Nachfolge von Theo Schlötzer Sekretär für Volksbildung und Kultur der SED-Bezirksleitung Karl-Marx-Stadt. Diese Funktion übte er bis 1984 aus. Seine Nachfolgerin als Abteilungsleiter wurde Christa Schniebs.

## Werke (Auswahl)
- (mit Eberhard Bartke): Die Kunst eng mit dem Leben verbinden. Neue Formen der Einflußnahme der Arbeiterklasse auf die Erziehung der Schuljugend. In: Einheit, Bd. 15, 1960, S. 173ff.
- Kontinuierliche Schulpolitik der SED - erfolgreiche Arbeit der Schulorganisationen. In: Pädagogik, Bd. 31, Volk und Wissen Volkseigener Verlag, 1976, S. 417 ff.
- An dem 1988 im VEB Deutscher Verlag der Wissenschaften in Berlin herausgegebenen Werk Karl - Marx - Stadt. Geschichte der Stadt in Wort und Bild wirkte er im Autorenkollektiv mit, das unter Leitung von Helmut Bräuer und Gert Richter stand.

## Ehrungen
- 1962 Johannes-R.-Becher-Medaille des Kulturbundes zur demokratischen Erneuerung Deutschlands in Gold
- 1973 Ehrentitel "Verdienter Lehrer des Volkes"[2] für besondere Erfolge bei seiner Arbeit im Sinne der sozialistischen Erziehung und Ausbildung der Jugend in Verbindung mit beispielhaftem Engagement in politischer wie gesellschaftlicher Tätigkeit.[3]